# サイコ3/怨霊の囁き
『サイコ3/怨霊の囁き』（サイコ3/おんりょうのささやき、原題：Psycho III）は、1986年制作のアメリカ合衆国のミステリ・サスペンス映画。
『サイコ』シリーズの第3作目で、主人公ノーマン・ベイツを演じたアンソニー・パーキンスが自らメガホンを取った。ロバート・ブロックの原作はなく、完全なオリジナル・ストーリーである。

## あらすじ
第1作目の事件から22年後（第2作目から1カ月後）、精神病院を退院したノーマン・ベイツはベイツ・モーテルの営業を再開していた。
ある日、モーテルに1人の金髪の美しい女性が訪れるが、ノーマンは彼女を見て表情を変える。自分がかつて殺したマリオン・クレインにそっくりだったからである。そしてこれをきっかけに、ノーマンに母親の幻影が三たび頭をもたげてくる。

## キャスト
| 役名                   | 俳優                              | 日本語吹替                                            |
| ---------------------- | --------------------------------- | ----------------------------------------------------- |
| ノーマン・ベイツ       | アンソニー・パーキンス            | 小川真司                                              |
| モーリーン・コイル     | ダイアナ・スカーウィッド          | 弘中くみ子                                            |
| デュエイン・デューク   | ジェフ・フェイヒー                | 大塚明夫                                              |
| トレイシー・ヴェナブル | ロバータ・マクスウェル            | 達依久子                                              |
| ジョン・ハント保安官   | ヒュー・ギリン                    | 今西正男                                              |
| マリオン・クレイン     | ジャネット・リー （回想）         |                                                       |
| エマ・スプール         | クローディア・ブライアー （回想） | 麻生美代子                                            |
|                        |                                   | 中田和宏 紗ゆり 一城みゆ希 京田尚子 鈴木れい子 小関一 |

※テレビ放送：TBSテレビ「水曜ロードショー」1992年5月27日